# Warszawska (Chybice)
Warszawska – część wsi Chybice w Polsce, położona w województwie świętokrzyskim, w powiecie starachowickim, w gminie Pawłów.
W latach 1975–1998 Warszawska administracyjnie należała do województwa kieleckiego.
Wierni Kościoła rzymskokatolickiego należą do parafii Parafia św. Małgorzaty w Chybicach.